# Bella di notte (film)
Bella di notte è un film documentario del 1997, diretto dal regista Luciano Emmer.

## Trama
Visita notturna alla Galleria Borghese di Roma; le opere d'arte sono illuminate da una piccola torcia elettrica e commentate dalla voce dello stesso Emmer. Occasione del documentario è stata la riapertura della Galleria Borghese dopo un restauro decennale che ne aveva determinato la chiusura al pubblico.